# Компањ
Компањ (итал. Compagni) је насељено место у Истарској жупанији, Република Хрватска. Административно је у саставу Града Бузета.

## Становништво
Према задњем попису становништва из 2001. године у насељу Компањ живело је 15 становника који су живели у 8 породичних домаћинстава.
Кретање броја становника по пописима 1857—2001.
| година пописа  | 1857. | 1869. | 1880. | 1890. | 1900. | 1910. | 1921. | 1931. | 1948. | 1953. | 1961. | 1971. | 1981. | 1991. | 2001. |
| бр. становника | 0     | 0     | 64    | 110   | 168   | 192   | 0     | 0     | 173   | 153   | 130   | 90    | 60    | 43    | 36    |

Напомена:У 1857. и 1869. подаци су садржани у насељу Кркуж, а у 1921. и 1931. у насељу Роч. Исказује се као насеље од 1890.